# 入江就昌
入江 就昌（いりえ なりまさ）は、戦国時代から安土桃山時代にかけての武将。長門国の国人で、毛利氏家臣。

## 生涯
長門国大津郡の国人である入江著親の嫡男として生まれる。
永禄7年（1564年）12月11日、父・著親から長門国大津郡深川庄の内の俵山小野村25石・黒川25石・木津内1町、大津郡日置庄の伴田先給20石、安芸国佐東郡北庄の内の17貫500文等の地を譲られる。なお、弟の道祖寿丸（後の就貫）には長門国大津郡深川庄の内の俵山村と木津の15石が譲られている。
永禄8年（1565年）4月14日に父・著親が死去し、同年8月14日に就昌の所領相続が、翌8月15日には弟・道祖寿丸（後の就貫）の所領相続が毛利元就に認められている。
永禄10年（1567年）2月15日、元就から「余三兵衛尉」の官途名を与えられる。
永禄12年（1569年）10月11日、豊後国の戦国大名・大友宗麟の支援を受けた大内輝弘が周防国吉敷郡の秋穂浦・白松の海岸へ上陸。翌10月12日には山口へ侵攻し、大内輝弘の乱を起こした。大内輝弘は龍福寺と築山館を本営とし、同年10月17日に就昌は蔵田就貞、渡辺長の子・渡辺元らと共に築山館の大内輝弘軍と後河原において戦った。この戦いで就昌は自ら敵1人を討ち取る武功を挙げ、同年12月16日に元就と輝元の連署の感状を与えられた。
元亀2年（1571年）6月14日に元就が死去。同年6月29日には輝元から、長門国大津郡深川庄俵山村の内の65石、大津郡三隅庄の内の20石、大津郡日置庄の内の20石、安芸国佐東郡北庄の内の17貫500目等の地を安堵された。
天正13年（1585年）の四国征伐では吉原親房と共に児玉就方に従って伊予国へ出陣した。
天正17年（1589年）、輝元の命により材木を調達する検使として吉見広頼領の石見国津和野へ派遣されたが、同年7月28日に津和野において病死。輝元は就昌の死を惜しみ、同年8月16日に嫡男・元親の家督相続を認めた。